# Eleições europeias de 2014 em Beja

## Resultados Oficiais
| Partido                 | Partido                               | Votos  | %               | +/-   |
| ----------------------- | ------------------------------------- | ------ | --------------- | ----- |
|                         | Coligação Democrática Unitária        | 3 920  | 35,17 / 100,00  | 2,55  |
|                         | Partido Socialista                    | 3 437  | 30,84 / 100,00  | 6,56  |
|                         | Aliança Portugal                      | 1 525  | 13,68 / 100,00  | 7,05  |
|                         | Bloco de Esquerda                     | 483    | 4,33 / 100,00   | 8,28  |
|                         | Partido da Terra                      | 422    | 3,79 / 100,00   | 3,43  |
|                         | PCTP/MRPP                             | 266    | 2,39 / 100,00   | 0,54  |
|                         | LIVRE                                 | 160    | 1,44 / 100,00   | Novo  |
|                         | Partido pelos Animais e pela Natureza | 117    | 1,05 / 100,00   | Novo  |
|                         | Outros                                | 211    | 1,90 / 100,00   |       |
| Votos Inválidos         | Votos Inválidos                       | 605    | 5,42 / 100,00   | 0,26  |
| Total                   | Total                                 | 11 146 | 100,00 / 100,00 |       |
| Eleitorado/Participação | Eleitorado/Participação               | 30 150 | 36,97 / 100,00  | 1,85  |
| Fonte                   | Fonte                                 | [ 1 ]  | [ 1 ]           | [ 1 ] |

## Resultados por Freguesia
Os resultados seguintes referem-se aos partidos que obtiveram mais de 1,00% dos votos:
| Freguesia                                | %     | %     | %     | %     | %    | %    | %    | %    | Votantes |
| Freguesia                                | CDU   | PS    | AP    | BE    | MPT  | PCTP | L    | PAN  | Votantes |
| ---------------------------------------- | ----- | ----- | ----- | ----- | ---- | ---- | ---- | ---- | -------- |
| Albernoa e Trindade                      | 38,19 | 38,74 | 6,32  | 1,37  | 3,57 | 4,40 | 0,82 | 0,27 | 364      |
| Baleizão                                 | 62,41 | 13,03 | 5,26  | 10,03 | 1,75 | 2,26 | 0,25 | 1,50 | 399      |
| Beja (Salvador e Santa Maria da Feira)   | 31,14 | 29,93 | 14,88 | 5,33  | 4,39 | 2,25 | 1,76 | 1,14 | 2 890    |
| Beja (Santiago Maior e São João Batista) | 29,78 | 28,53 | 19,36 | 4,33  | 4,82 | 1,59 | 2,01 | 1,29 | 4 339    |
| Beringel                                 | 29,10 | 42,01 | 11,38 | 3,50  | 2,84 | 1,97 | 0,88 | 0,88 | 457      |
| Cabeça Gorda                             | 43,15 | 39,47 | 6,54  | 1,23  | 1,23 | 3,07 | 0,61 | 0,41 | 489      |
| Nossa Senhora das Neves                  | 39,66 | 36,64 | 5,55  | 4,54  | 2,86 | 5,04 | 0,50 | 1,01 | 595      |
| Salvada e Quintos                        | 53,93 | 26,97 | 6,93  | 1,87  | 0,75 | 4,49 | 0,56 | 0,37 | 534      |
| Santa Clara de Louredo                   | 53,05 | 31,40 | 4,88  | 3,05  | 1,83 | 1,22 | 0,30 | 0,61 | 328      |
| Santa Vitória e Mombeja                  | 45,77 | 35,32 | 4,73  | 3,48  | 1,49 | 3,73 | 0,25 | 0,50 | 402      |
| São Matias                               | 26,22 | 48,78 | 8,54  | 4,88  | 2,44 | 3,05 | 0,61 | 1,22 | 164      |
| Trigaches e São Brissos                  | 38,38 | 37,30 | 4,32  | 2,70  | 5,41 | 2,70 | 1,08 | 0,54 | 185      |
| Beja                                     | 35,17 | 30,84 | 13,68 | 4,33  | 3,79 | 2,39 | 1,44 | 1,05 | 11 146   |

#### Albernoa e Trindade
| Partido                 | Partido                        | Votos | %               |
| ----------------------- | ------------------------------ | ----- | --------------- |
|                         | Partido Socialista             | 141   | 38,74 / 100,00  |
|                         | Coligação Democrática Unitária | 139   | 38,19 / 100,00  |
|                         | Aliança Portugal               | 23    | 6,32 / 100,00   |
|                         | PCTP/MRPP                      | 16    | 4,40 / 100,00   |
|                         | Partido da Terra               | 13    | 3,57 / 100,00   |
|                         | Bloco de Esquerda              | 5     | 1,37 / 100,00   |
|                         | Outros                         | 14    | 3,84 / 100,00   |
| Votos Inválidos         | Votos Inválidos                | 13    | 3,57 / 100,00   |
| Total                   | Total                          | 364   | 100,00 / 100,00 |
| Eleitorado/Participação | Eleitorado/Participação        | 873   | 41,70 / 100,00  |

#### Baleizão
| Partido                 | Partido                               | Votos | %               | +/-  |
| ----------------------- | ------------------------------------- | ----- | --------------- | ---- |
|                         | Coligação Democrática Unitária        | 249   | 62,41 / 100,00  | 0,28 |
|                         | Partido Socialista                    | 52    | 13,03 / 100,00  | 2,83 |
|                         | Bloco de Esquerda                     | 40    | 10,03 / 100,00  | 4,29 |
|                         | Aliança Portugal                      | 21    | 5,26 / 100,00   | 0,25 |
|                         | PCTP/MRPP                             | 9     | 2,26 / 100,00   | 0,52 |
|                         | Partido da Terra                      | 7     | 1,75 / 100,00   | 1,53 |
|                         | Partido pelos Animais e pela Natureza | 6     | 1,50 / 100,00   | Novo |
|                         | Outros                                | 5     | 1,25 / 100,00   |      |
| Votos Inválidos         | Votos Inválidos                       | 10    | 2,50 / 100,00   | 0,10 |
| Total                   | Total                                 | 399   | 100,00 / 100,00 |      |
| Eleitorado/Participação | Eleitorado/Participação               | 872   | 45,76 / 100,00  | 0,21 |

#### Beja (Salvador e Santa Maria da Feira)
| Partido                 | Partido                               | Votos | %               |
| ----------------------- | ------------------------------------- | ----- | --------------- |
|                         | Coligação Democrática Unitária        | 900   | 31,14 / 100,00  |
|                         | Partido Socialista                    | 865   | 29,93 / 100,00  |
|                         | Aliança Portugal                      | 430   | 14,88 / 100,00  |
|                         | Bloco de Esquerda                     | 154   | 5,33 / 100,00   |
|                         | Partido da Terra                      | 127   | 4,39 / 100,00   |
|                         | PCTP/MRPP                             | 65    | 2,25 / 100,00   |
|                         | LIVRE                                 | 51    | 1,76 / 100,00   |
|                         | Partido pelos Animais e pela Natureza | 33    | 1,14 / 100,00   |
|                         | Outros                                | 53    | 1,83 / 100,00   |
| Votos Inválidos         | Votos Inválidos                       | 208   | 7,20 / 100,00   |
| Total                   | Total                                 | 2 890 | 100,00 / 100,00 |
| Eleitorado/Participação | Eleitorado/Participação               | 8 785 | 32,90 / 100,00  |

#### Beja (Santiago Maior e São João Batista)
| Partido                 | Partido                               | Votos  | %               |
| ----------------------- | ------------------------------------- | ------ | --------------- |
|                         | Coligação Democrática Unitária        | 1 292  | 29,78 / 100,00  |
|                         | Partido Socialista                    | 1 238  | 28,53 / 100,00  |
|                         | Aliança Portugal                      | 840    | 19,36 / 100,00  |
|                         | Partido da Terra                      | 209    | 4,82 / 100,00   |
|                         | Bloco de Esquerda                     | 188    | 4,33 / 100,00   |
|                         | LIVRE                                 | 87     | 2,01 / 100,00   |
|                         | PCTP/MRPP                             | 69     | 1,59 / 100,00   |
|                         | Partido pelos Animais e pela Natureza | 56     | 1,29 / 100,00   |
|                         | Outros                                | 94     | 2,17 / 100,00   |
| Votos Inválidos         | Votos Inválidos                       | 266    | 6,13 / 100,00   |
| Total                   | Total                                 | 4 339  | 100,00 / 100,00 |
| Eleitorado/Participação | Eleitorado/Participação               | 11 890 | 36,49 / 100,00  |

#### Beringel
| Partido                 | Partido                        | Votos | %               | +/-   |
| ----------------------- | ------------------------------ | ----- | --------------- | ----- |
|                         | Partido Socialista             | 192   | 42,01 / 100,00  | 14,49 |
|                         | Coligação Democrática Unitária | 133   | 29,10 / 100,00  | 4,93  |
|                         | Aliança Portugal               | 52    | 11,38 / 100,00  | 9,84  |
|                         | Bloco de Esquerda              | 16    | 3,50 / 100,00   | 4,69  |
|                         | Partido da Terra               | 13    | 2,84 / 100,00   | 2,63  |
|                         | PCTP/MRPP                      | 9     | 1,97 / 100,00   | 0,13  |
|                         | Outros                         | 15    | 3,28 / 100,00   |       |
| Votos Inválidos         | Votos Inválidos                | 27    | 5,90 / 100,00   | 0,02  |
| Total                   | Total                          | 457   | 100,00 / 100,00 |       |
| Eleitorado/Participação | Eleitorado/Participação        | 1 233 | 37,06 / 100,00  | 3,56  |

#### Cabeça Gorda
| Partido                 | Partido                        | Votos | %               | +/-  |
| ----------------------- | ------------------------------ | ----- | --------------- | ---- |
|                         | Coligação Democrática Unitária | 211   | 43,15 / 100,00  | 0,80 |
|                         | Partido Socialista             | 193   | 39,47 / 100,00  | 6,91 |
|                         | Aliança Portugal               | 32    | 6,54 / 100,00   | 2,53 |
|                         | PCTP/MRPP                      | 15    | 3,07 / 100,00   | 1,02 |
|                         | Partido da Terra               | 6     | 1,23 / 100,00   | 0,70 |
|                         | Bloco de Esquerda              | 6     | 1,23 / 100,00   | 4,82 |
|                         | Outros                         | 13    | 2,66 / 100,00   |      |
| Votos Inválidos         | Votos Inválidos                | 13    | 2,66 / 100,00   | 0,53 |
| Total                   | Total                          | 489   | 100,00 / 100,00 |      |
| Eleitorado/Participação | Eleitorado/Participação        | 1 276 | 38,32 / 100,00  | 0,52 |

#### Nossa Senhora das Neves
| Partido                 | Partido                               | Votos | %               | +/-  |
| ----------------------- | ------------------------------------- | ----- | --------------- | ---- |
|                         | Coligação Democrática Unitária        | 236   | 39,66 / 100,00  | 3,98 |
|                         | Partido Socialista                    | 218   | 36,64 / 100,00  | 4,81 |
|                         | Aliança Portugal                      | 33    | 5,55 / 100,00   | 5,85 |
|                         | PCTP/MRPP                             | 30    | 5,04 / 100,00   | 2,69 |
|                         | Bloco de Esquerda                     | 27    | 4,54 / 100,00   | 8,36 |
|                         | Partido da Terra                      | 17    | 2,86 / 100,00   | 2,36 |
|                         | Partido pelos Animais e pela Natureza | 6     | 1,01 / 100,00   | Novo |
|                         | Outros                                | 8     | 1,34 / 100,00   |      |
| Votos Inválidos         | Votos Inválidos                       | 20    | 3,36 / 100,00   | 0,34 |
| Total                   | Total                                 | 595   | 100,00 / 100,00 |      |
| Eleitorado/Participação | Eleitorado/Participação               | 1 526 | 38,99 / 100,00  | 3,26 |

#### Salvada e Quintos
| Partido                 | Partido                        | Votos | %               |
| ----------------------- | ------------------------------ | ----- | --------------- |
|                         | Coligação Democrática Unitária | 288   | 53,93 / 100,00  |
|                         | Partido Socialista             | 144   | 26,97 / 100,00  |
|                         | Aliança Portugal               | 37    | 6,93 / 100,00   |
|                         | PCTP/MRPP                      | 24    | 4,49 / 100,00   |
|                         | Bloco de Esquerda              | 10    | 1,87 / 100,00   |
|                         | Outros                         | 14    | 2,62 / 100,00   |
| Votos Inválidos         | Votos Inválidos                | 17    | 3,19 / 100,00   |
| Total                   | Total                          | 534   | 100,00 / 100,00 |
| Eleitorado/Participação | Eleitorado/Participação        | 1 204 | 44,35 / 100,00  |

#### Santa Clara de Louredo
| Partido                 | Partido                        | Votos | %               | +/-  |
| ----------------------- | ------------------------------ | ----- | --------------- | ---- |
|                         | Coligação Democrática Unitária | 174   | 53,05 / 100,00  | 3,89 |
|                         | Partido Socialista             | 103   | 31,40 / 100,00  | 7,80 |
|                         | Aliança Portugal               | 16    | 4,88 / 100,00   | 1,58 |
|                         | Bloco de Esquerda              | 10    | 3,05 / 100,00   | 7,91 |
|                         | Partido da Terra               | 6     | 1,83 / 100,00   | 1,55 |
|                         | PCTP/MRPP                      | 4     | 1,22 / 100,00   | 0,18 |
|                         | Outros                         | 6     | 1,83 / 100,00   |      |
| Votos Inválidos         | Votos Inválidos                | 9     | 2,74 / 100,00   | 3,72 |
| Total                   | Total                          | 328   | 100,00 / 100,00 |      |
| Eleitorado/Participação | Eleitorado/Participação        | 629   | 52,15 / 100,00  | 0,93 |

#### Santa Vitória e Mombeja
| Partido                 | Partido                        | Votos | %               |
| ----------------------- | ------------------------------ | ----- | --------------- |
|                         | Coligação Democrática Unitária | 184   | 45,77 / 100,00  |
|                         | Partido Socialista             | 142   | 35,32 / 100,00  |
|                         | Aliança Portugal               | 19    | 4,73 / 100,00   |
|                         | PCTP/MRPP                      | 15    | 3,73 / 100,00   |
|                         | Bloco de Esquerda              | 14    | 3,48 / 100,00   |
|                         | Partido da Terra               | 6     | 1,49 / 100,00   |
|                         | Outros                         | 12    | 2,99 / 100,00   |
| Votos Inválidos         | Votos Inválidos                | 10    | 2,49 / 100,00   |
| Total                   | Total                          | 402   | 100,00 / 100,00 |
| Eleitorado/Participação | Eleitorado/Participação        | 871   | 46,15 / 100,00  |

#### São Matias
| Partido                 | Partido                                | Votos | %               | +/-  |
| ----------------------- | -------------------------------------- | ----- | --------------- | ---- |
|                         | Partido Socialista                     | 80    | 48,78 / 100,00  | 4,55 |
|                         | Coligação Democrática Unitária         | 43    | 26,22 / 100,00  | 0,70 |
|                         | Aliança Portugal                       | 14    | 8,54 / 100,00   | 5,40 |
|                         | Bloco de Esquerda                      | 8     | 4,88 / 100,00   | 0,89 |
|                         | PCTP/MRPP                              | 5     | 3,05 / 100,00   | 1,61 |
|                         | Partido da Terra                       | 4     | 2,44 / 100,00   | 1,00 |
|                         | Partido pelos Animais e pela Natureza  | 2     | 1,22 / 100,00   | Novo |
|                         | Partido Operário de Unidade Socialista | 2     | 1,22 / 100,00   | 1,22 |
|                         | Outros                                 | 3     | 1,83 / 100,00   |      |
| Votos Inválidos         | Votos Inválidos                        | 3     | 1,83 / 100,00   | 3,46 |
| Total                   | Total                                  | 164   | 100,00 / 100,00 |      |
| Eleitorado/Participação | Eleitorado/Participação                | 485   | 33,81 / 100,00  | 4,36 |

#### Trigaches e São Brissos
| Partido                 | Partido                        | Votos | %               |
| ----------------------- | ------------------------------ | ----- | --------------- |
|                         | Coligação Democrática Unitária | 71    | 38,38 / 100,00  |
|                         | Partido Socialista             | 69    | 37,70 / 100,00  |
|                         | Partido da Terra               | 10    | 5,41 / 100,00   |
|                         | Aliança Portugal               | 8     | 4,32 / 100,00   |
|                         | Bloco de Esquerda              | 5     | 2,70 / 100,00   |
|                         | PCTP/MRPP                      | 5     | 2,70 / 100,00   |
|                         | LIVRE                          | 2     | 1,08 / 100,00   |
|                         | Partido Popular Monárquico     | 2     | 1,08 / 100,00   |
|                         | Outros                         | 4     | 2,16 / 100,00   |
| Votos Inválidos         | Votos Inválidos                | 9     | 4,86 / 100,00   |
| Total                   | Total                          | 185   | 100,00 / 100,00 |
| Eleitorado/Participação | Eleitorado/Participação        | 506   | 36,56 / 100,00  |